# 프랑스의 튀니지 정복
프랑스의 튀니지 정복은 1881년 프랑스 식민제국이 튀니스 베이국을 대상으로 두 단계에 걸쳐 벌인 군사작전이다. 첫 번째 작전은 1881년 4월 28일~5월 12일, 보호 조약 체결에 앞서 대대적인 침략과 영토확보를 중심으로 이루어졌고, 두번째 작전은 1881년 6월 10일~10월 28일, 튀니지 내부 반란을 진압하는 것으로 이루어졌다. 프랑스 통치하의 튀니지 보호령은 이후로 65년간 유지되다가 1956년 3월 20일 튀니지 독립으로 종국을 맞이했다.

## 배경

### 초창기 양국 관계
튀니지는 1574년 튀니스 정복 이래 베이 (Bey, 제후)가 통치하는 오스만 제국의 속주로서 큰 자치권을 누렸다. 1770년에는 프랑스 해군여단장 라펠리스 드 브로브 (Rafélis de Broves)가 해적세력의 소탕을 명목으로 비제르테, 포르토파리나, 모나스티르를 포격하는 사건이 있었다. 19세기 튀니지는 유럽 각국과 무역 관계를 맺었으며, 프랑스, 이탈리아, 영국과 영사 관계를 체결하여 이들 국가 출신의 국민들이 튀니지에 머무르고 있었다. 이 중에서 프랑스는 19세기 중반에 이르러 튀니지에 많은 차관을 제공하였다.
그러나 튀니지 정부는 비효율적인 조세 제도로 거둬들인 세금의 5분의 1 정도만 활용하는 등 국력을 제대로 키우지 못한 상황이었고, 일련의 가뭄과 서양 함대에 의한 해적 소탕 작전으로 인해 경제도 침체되어 갔다. 여기에 튀니지는 16세기 유럽 열강과 맺은 옛 협정에 의거해 관세율을 3%로 제한하고 있었기에 외국의 무역경쟁을 거의 통제할 수 없었다. 그 결과 수입제품의 가격경쟁에서 밀려난 섬유산업을 비롯하여 국내 소규모 산업은 파탄을 맞이하고 있었다.

### 식민지 쟁탈전
1870년~1871년 프로이센-프랑스 전쟁에서 패배한 프랑스는 국제사회에서의 명성이 크게 훼손되었으며, 이탈리아와 영국은 그 틈을 타 튀니지에서의 영향력 확대에 나섰다. 이어지는 외교전에서 이탈리아 대사는 실패를 맛보았으나 영국 대사 리처드 우드 경은 좋은 결과를 거두고 있었다. 우드 대사는 프랑스의 영향력을 제한하기 위해 1871년 튀니지를 오스만 제국의 속주로 복구시키는 가운데 자치권은 보장하는 선에서 합의하였다. 이를 발판삼아 영국은 상업활동을 통해 영향력 행사를 계속해 나갔으나 성과에 이르지는 못했다. 토지 소유권 측면에서도 프랑스, 영국, 이탈리아의 3국 사이에 다양한 충돌이 빚어지던 상황이었다.
프랑스는 기존에 확보해둔 알제리 식민지에 인접해 있던 튀니지를 장악하고 이탈리아와 영국의 영향력을 억제하는 쪽을 노렸다. 그 결과 1878년 베를린 회의에서 프랑스가 튀니지를 접수하고, 영국은 오스만 제국으로부터 키프로스를 넘겨받는 것으로 외교적 합의가 이루어졌다. 이후 튀니지 크루미리 지역 일대 반군이 튀니지를 성역으로 선포하고 항전에 나서면서 군사 개입의 구실이 마련되었다.

## 점령
1881년 4월 28일 포르제몰 드 보스케나르 (Forgemol de Bostquénard) 장군이 이끄는 프랑스군 28,000명이 튀니지에 입성했다. 5월 1일에는 쥘 에메 브레아르 (Jules Aimé Bréart) 휘하 8,000명 규모의 부대가 비제르테 시를 점령하고, 튀니스로 계속 진군하였다.
브레아르 장군은 1881년 5월 3일~5월 6일 튀니스에 입성했다. 당시 브레아르는 프랑스 정부로부터 전보로 튀니지 보호령을 수립한다는 내용의 바르도 조약을 소지하고 있었다. 5월 11일, 무장 호위대를 대동한 브레아르 장군과 총영사 테오도르 루스탕, 피에르 레옹 모로 장군은 당시 튀니스의 제후 (베이)였던 무함마드 3세 아스사디크 (사도크 베이, 재임: 1859년~1881년)를 만나 조약서를 전달했다.
프랑스측의 갑작스런 요구에 놀란 사도크 베이는 몇 시간 동안 생각할 시간을 달라고 요청하고 즉시 내각을 소집했다. 일부 내각위원은 카이르완으로 피신하여 저항병력을 조직해야 한다고 주작하였으나, 사도크 베이는 결국 보호령 요구를 받아들이기로 결정했다. 1881년 5월 12일 프랑스와 튀니지 양국은 바르도 조약에 조인하였다.

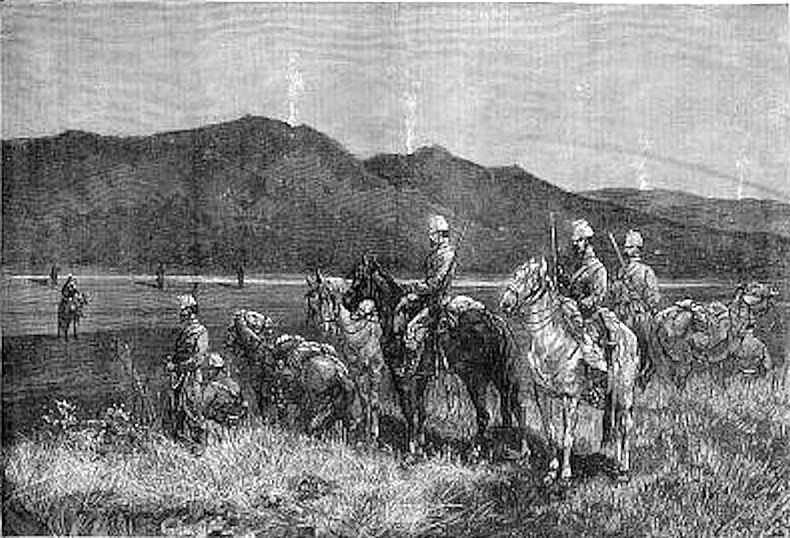
1881년 튀니스 전초기지에 주둔중인 프랑스 아프리카 경보병대 (Chasseurs d'Afrique)

1881년 6월 10일 튀니지 남부에서 반군이 봉기하고 이어서 스팍스에서도 봉기가 벌어졌다. 이를 감지한 프랑스군은 프랑스 툴롱에서 철갑함 6척 (콜베르함, 프리들랑함, 파랑고함, 트리당함, 르방슈람, 쉬르베이양트함)을 파견시켜 튀니지 해역에 머무르던 프랑스 해군 함대에 합류시켰다. 스팍스에는 이미 현장에 파견되어 있던 레반트전구 소속 철갑함 3척 (알마호, 렌블랑슈호, 라갈리소니에르호)와 포함 4척이 진압에 나서면서 포격전이 시작되고, 프랑스군 7명 전사, 32명 부상의 격렬한 전투 끝에 1881년 7월 16일 스팍스시를 접수하게 되었다. 카이르완에서는 프랑스군 병력 32,000명, 군마 6,000필, 보급품과 군자재 20,000톤이 파견되어 전투 준비에 나섰으나, 1881년 10월 28일 별다른 충돌 없이 함락되었다.

## 결과
영국과 독일 제국은 프랑스의 침공을 묵묵히 승인했으며, 이탈리아는 '튀니지 때리기' (Schiaffo di Tunisi)라며 반발하였으나 실제 대응 행동에 나서지는 못했다.
튀니지는 프랑스의 보호령이 되었으며 프랑스는 튀니지에 막강한 권한을 행사했다. 프랑스 주재관은 튀니지 총리, 국가재무관, 총사령관을 동시에 역임하였다. 1882년 폴 캉봉 (Paul Cambon)은 주재관으로서 자신의 지위를 적극 활용하여 제후를 근본적으로 무력화시키고, 튀니지를 사실상 프랑스의 식민지로서 통치하는 계기를 마련하였다. 1898년 프랑스는 비제르테에 대규모 해군 기지를 건설하였다.
한편 북아프리카에 미련을 버리지 못한 이탈리아는 1911년~1912년 이탈리아-튀르크 전쟁을 일으켜 리비아를 점령하기에 이른다.

## 같이 보기
- 프랑스령 튀니지의 역사
- 프랑스의 알제리 정복
- 프랑스의 모로코 정복

## 참고 문헌
- Aldrich, Robert (1996년 9월 15일), 《Greater France: a history of French overseas expansion》, European Studies, Basingstoke-London: Palgrave Macmillan, ISBN 978-0-312-16000-5
- Randier (2006), 《La Royale》, Babouji, ISBN 2-35261-022-2.